# Championnats d'Europe de breakdance 2023
Navigation
2022
Les Championnats d'Europe de breakdance 2023 se déroulent du 6 au 7 mai 2023 à Almería en Espagne. 
La compétition donne des points pour les qualifications pour les Jeux olympiques de 2024 à Paris,.

## Podiums
| Épreuves | Or                             | Argent                           | Bronze                       |
| -------- | ------------------------------ | -------------------------------- | ---------------------------- |
| B-Girls  | Dominika Banevič (Nicka) (LTU) | Anna Ponomarenko (Stefani) (UKR) | Sya Dembélé (Syssy) (FRA)    |
| B-Boys   | Menno van Gorp (Menno) (NED)   | Lou Demierre (Lee) (NED)         | Juan de la Torre (Xak) (ESP) |